# Toftavatn

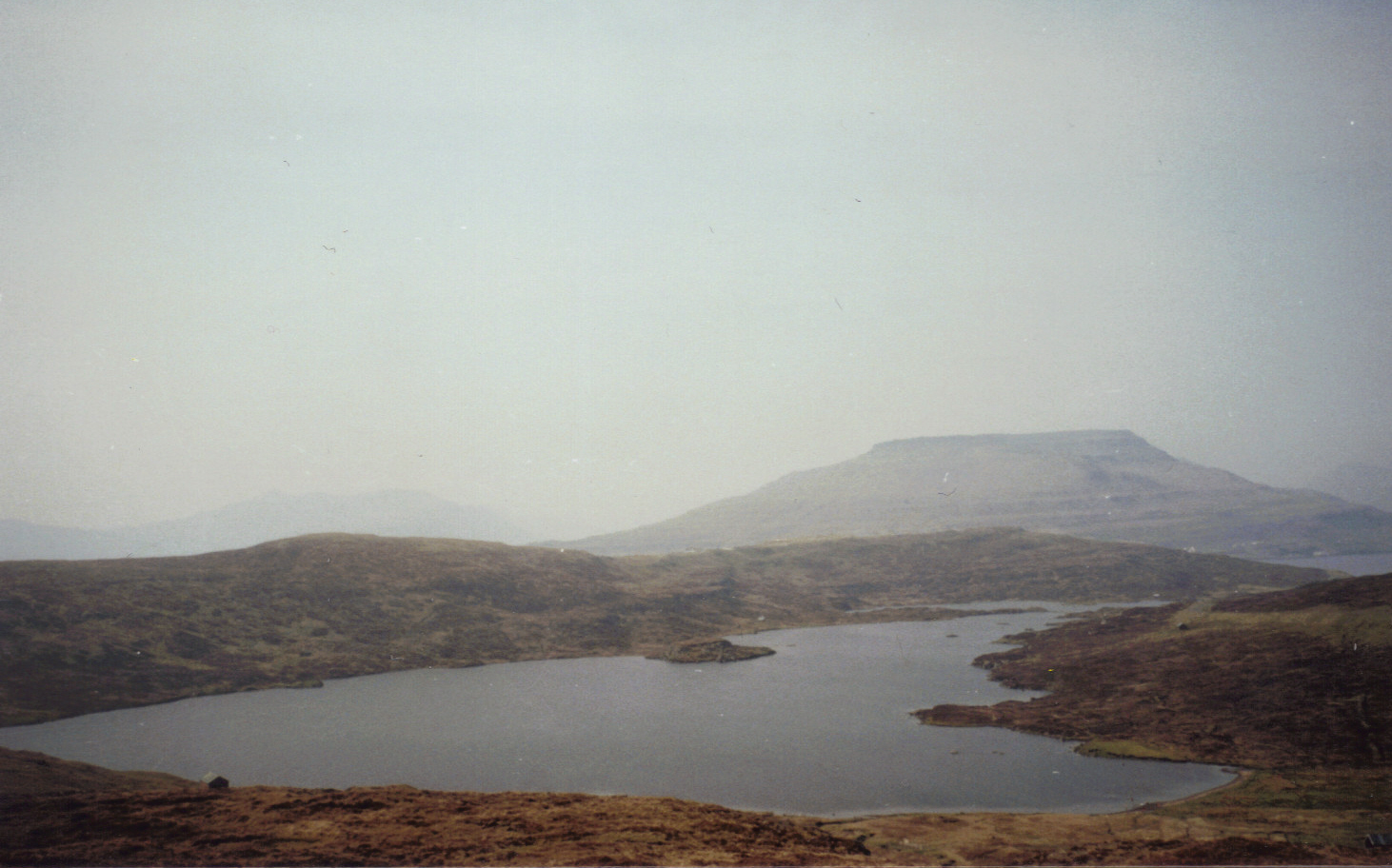
El Toftavatn visto desde el sur.

El Toftavatn es un pequeño lago de las Islas Feroe, Dinamarca, en el sur de Eysturoy. Su nombre significa "lago de Toftir", al ser ese pueblo una de las localidades más cercanas.
Tiene un área de 0,52 km², una profundidad máxima de 22 m y no tiene conexión con el mar. Se encuentra a 15 m sobre el nivel del mar. Los pueblos más cercanos son: Runavík al norte, Saltnes al noroeste, y Toftir al suroeste. Se halla comunicado por la carretera que une a Runavík con Rituvík.
La zona alrededor del lago es abundante en brezos y una estación de paso para aves migratorias.